# Sōshoku danshi
L'expression japonaise sōshoku danshi (草食男子, litt. « hommes herbivores ») est utilisée au Japon pour désigner les hommes n'ayant pas ou peu d'intérêt à chercher à se marier ou à trouver une petite amie. Cela peut également désigner les jeunes hommes ayant perdu leur « virilité ».

## Description
Ces tendances[Lesquelles ?] apparaissent à la fin du XXe siècle. L'expression est utilisée pour la première fois par l'auteure Maki Fukasawa dans un article publié le 13 octobre 2006,,,.

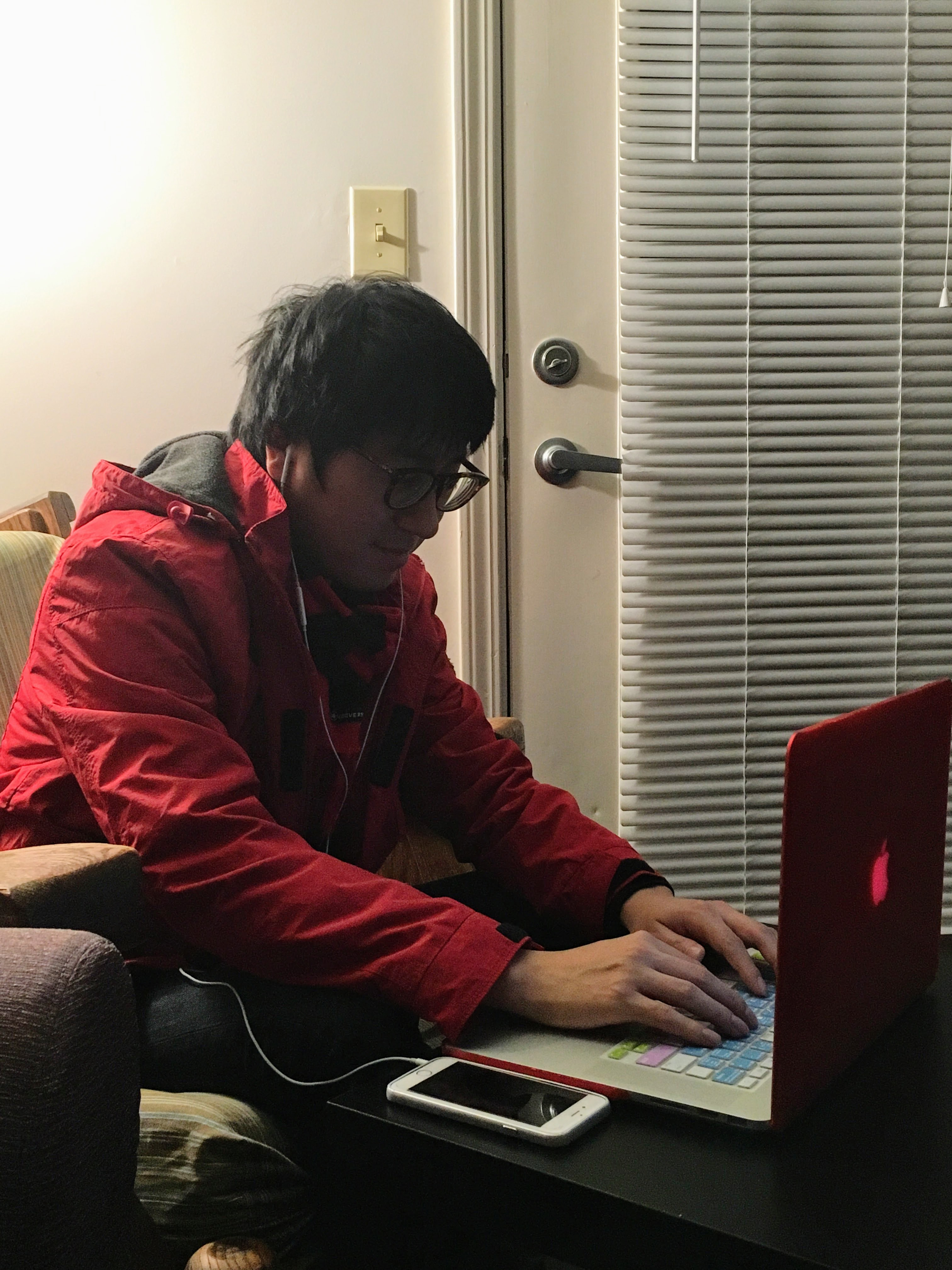
Les « hommes herbivores » s’habillent généralement à la mode et maîtrisent la technologie.

Une enquête de 2010 ciblant les hommes célibataires japonais conclut que 61 % des hommes dans la vingtaine et 70 % des hommes dans la trentaine se considèrent eux-mêmes comme herbivores. Le gouvernement japonais voit dans ce phénomène une des possibles raisons du déclin de la natalité du pays.
Selon Fukasawa, les hommes herbivores n'ont « aucune relation romantique, et ont une attitude indifférente et non assertive envers le désir de la chair ». Le philosophe Masahiro Morioka définit les hommes herbivores comme des « hommes doux et aimables qui, ignorant leur virilité, ne recherchent pas de relations amoureuses avec insistance et n'ont aucune disposition à être blessés ou à blesser les autres ».

## Causes possibles
L'indifférence des hommes au mariage et aux relations de couple est une tendance observable dans de nombreuses sociétés modernes. Divers facteurs sociaux et économiques sont cités comme jouant un rôle dans cette tendance. Le déclin de l'économie du Japon est souvent désigné comme contribuant à l'augmentation du nombre des hommes herbivores, la théorie étant que la désillusion économique de l'éclatement de la bulle au début des années 1990 a provoqué une remise en question de la part des hommes japonais du rôle traditionnel de l'employé de bureau,. Le ralentissement économique montrant la fragilité du monde du travail, l'emploi à vie est devenu moins attirant, avec plus de 2 500 000 freeters (jeunes à temps partiel) et entre 650 000 et 850 000 NEETs (jeunes ni étudiants, ni employés, ni stagiaires) entre 19 et 35 ans, vivants au Japon. Cette réponse pourrait être profondément enracinée dans la culture japonaise. Du fait de cette attitude, l'apparition des hommes herbivores pourrait être le résultat d'une protestation silencieuse contre les générations plus âgées, les valeurs patriarcales et le consumérisme.
La décision que beaucoup d'hommes herbivores font d'arrêter de travailler, parce que le mariage et le travail au Japon sont très interdépendants, peut rendre plus difficile pour ces hommes japonais de trouver une fille pour se marier.[non neutre] Beaucoup de femmes refusent en effet les hommes qui n'ont pas d'emplois stables (comme les freeters ou les NEETs). D'autres femmes estiment que les auto-proclamés « sōshoku-kei danshi » (hommes herbivores) sont faibles et non virils, alors que certains hommes ne sont apparemment pas attirés par les « femmes indépendantes,, ». Dans un sondage de 2011 auprès de garçons japonais âgés de 16 à 19 ans, 36 % ont répondu qu'ils n'étaient pas intéressés à avoir des rapports sexuels. Le chiffre pour les filles du même groupe d'âge est presque le double, à 59 %. Masahiro Morioka fait valoir que les hommes herbivores japonais sont le résultat de la paix dans le Japon d'après-guerre. Depuis la fin de la Seconde Guerre mondiale, le Japon n'a participé directement à aucun conflit, autant à l'intérieur qu'à l'extérieur de ses frontières. Avant 1945, beaucoup de Japonais pensaient que l'on ne pouvait être viril qu'en devenant soldat, mais progressivement, durant la période de paix de l'après-guerre, cette norme sociale a disparu. En cela, les hommes japonais sont moins agressifs et cela pourrait avoir des conséquences sur leur vie romantique[réf. nécessaire]. Une autre cause potentielle de ce comportement herbivore pourrait être la culture otaku présente au Japon. L'obsession pour les mangas au Japon fait que les hommes idéalisent des filles imaginaires. Beaucoup d'hommes japonais préfèrent ces femmes fantastiques aux vraies femmes japonaises[réf. nécessaire].
Beaucoup[Qui ?] pensent que ces hommes se rebellent contre leur père « carnivore », salaryman, archétype du salarié dédié à son travail[réf. nécessaire].

## Conséquences sociales potentielles
Le Japon a enregistré un taux de fécondité très faible de 1,42 en 2014, en baisse par rapport au pic de 1,84 au milieu des années 1980. Beaucoup pensent que cette chute importante est due à l'augmentation du nombre d'hommes herbivores au Japon. La baisse du taux de fécondité est attribuée à la réticence des hommes herbivores à se marier. Alors que les hommes herbivores sont ainsi blâmés pour la baisse du taux de natalité au Japon, ils peuvent cependant aider à réduire l'écart entre les sexes. Ce comportement herbivore est en contradiction avec les modèles de masculinité présents au Japon dans les années précédentes.

## Culture populaire
En 2008-2009, l'expression d'« hommes herbivores » est devenue très utilisée et populaire au Japon. Elle a même été élue dans le top dix des « expressions à la mode » de l'année en décembre 2009 par U-CAN. Elle est devenue de plus en plus populaire depuis peu car les hommes herbivores sont devenus monnaie courante au Japon. Sōshoku-kei danshi (« Hommes herbivores ») est un film de 2010 dans lequel l'un des personnages principaux affiche des tendances herbivores. Tout au long du film, il lutte pour comprendre les situations sexuelles, comme lorsqu'une femme l'invite à dormir avec elle. Les hommes herbivores sont devenus encore plus importants dans la culture japonaise récemment et ce phénomène est représenté par leur présence dans les médias au Japon.